# خزان دوار
الخزّان الدوّار (بالإنجليزية: Rotating Tank) هو جهاز يستخدم في تجارب جريان الموائع. ويتكون من اسطوانة مملوءة بالماء مثبتة على منصّة، وتستخدم في مختلف التجارب لمحاكاة الغلاف الجوي أو المحيطات.
على سبيل المثال، يمكن تمثيل الأرض بخزّان دوّار وفي منتصفه كتلة ثلجية، حيث تمثل الكتلة الثلجية القطب المتجمد، وكما يحدث تمامًا في الغلاف الجوي، ستتكون دوامات اضطرابية وتيارات نفاثة غربية في المياه.

## روابط خارجية
- وصف تجربة الخزّان الدوّار نسخة محفوظة 10 أغسطس 2006 على موقع واي باك مشين.